# Tanaka Dzsunja
Tanaka Dzsunja (Tokió, 1987. június 15. –) japán válogatott labdarúgó.

## Nemzeti válogatott
A japán válogatottban 4 mérkőzést játszott.

## Statisztika
| Japán válogatott | Japán válogatott | Japán válogatott |
| Időszak          | Mérk.            | gól              |
| ---------------- | ---------------- | ---------------- |
| 2012             | 1                | 0                |
| 2013             | 0                | 0                |
| 2014             | 3                | 0                |
| Összesen         | 4                | 0                |